# Jörg Friedrich

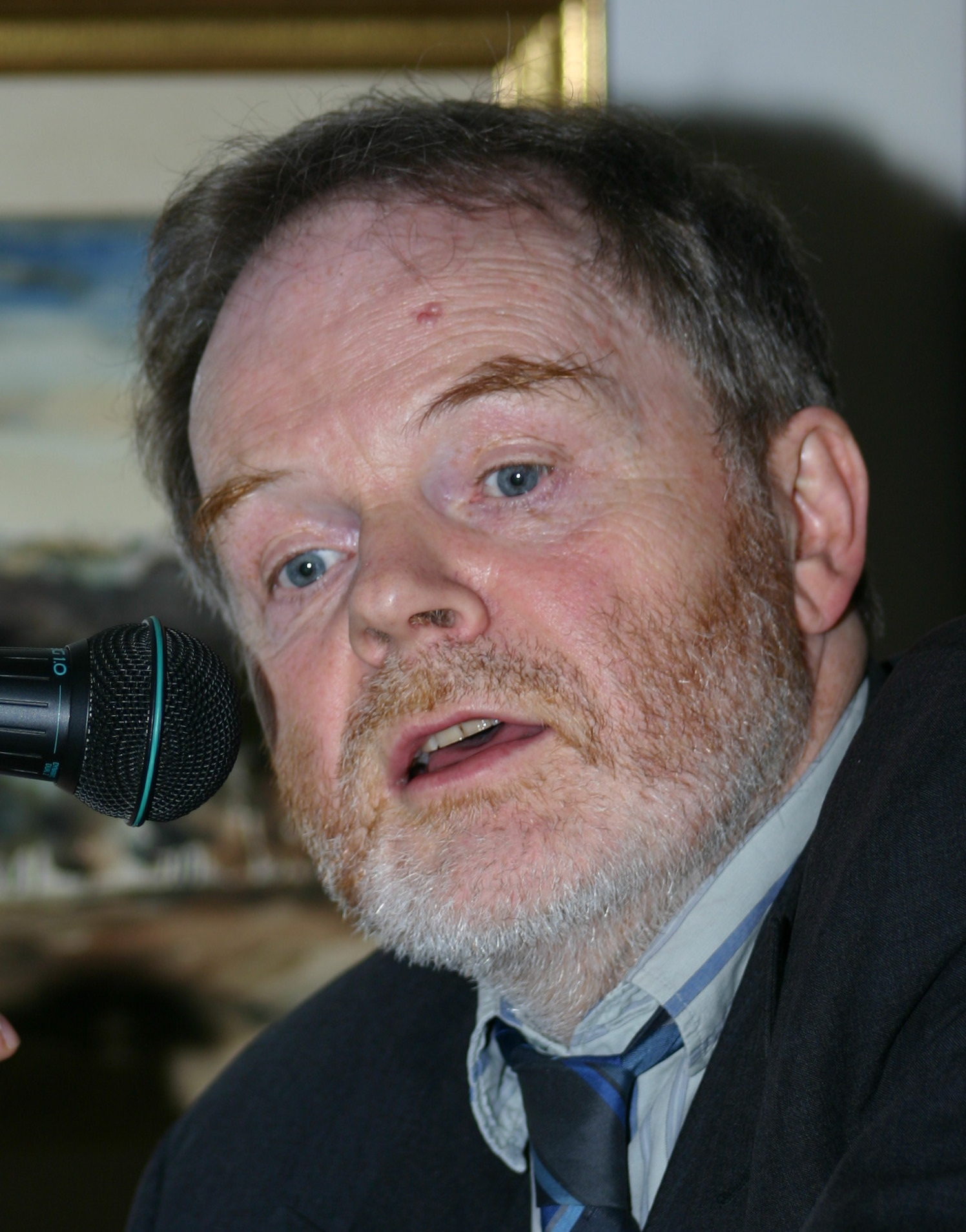
Jörg Friedrich, 2005 bei einem Vortrag im Kulturzentrum Ostpreußen in Ellingen

Jörg Friedrich (* 17. August 1944 in Kitzbühel, bürgerlich: Friedrich Wilhelm Krabbe) ist ein deutscher Publizist und Verfasser von Sachbüchern über historische Themen. Seine Arbeitsschwerpunkte liegen auf der Zeit des Nationalsozialismus und des Zweiten Weltkriegs und ihrer Aufarbeitung in der Nachkriegszeit. Er hat außerdem in zahlreichen Medienpublikationen das Thema Staats- und Regierungskriminalität behandelt.

## Leben
Friedrich wurde in Kitzbühel geboren, wuchs in Essen auf und wurde nach dem Abitur zunächst Schauspieler. Außerdem war er Drehbuchautor und Regieassistent bei Helmut Käutner. Später arbeitete er vor allem für den Rundfunk. Politisch engagierte sich Friedrich während der APO-Zeit in der trotzkistischen Gruppe Internationale Marxisten, deren Organisation in West-Berlin er auch leitete. Im Verlag Olle & Wolter veröffentlichte er Übersetzungen sozialistischer Werke aus dem Französischen.

## Werk
Erstmals bekannt wurde Jörg Friedrich mit den Büchern Freispruch für die Nazi-Justiz und Die Kalte Amnestie, die die misslungene Entnazifizierung der juristischen Eliten in Deutschland beleuchteten und die strafrechtliche Verfolgung nationalsozialistischer Verbrechen in der Bundesrepublik (etwa im Majdanek-Prozess) als mangelhaft kritisierten. Zuvor hatte er im Verlag Olle & Wolter an der deutschen Erstausgabe von Raul Hilbergs Die Vernichtung der europäischen Juden mitgearbeitet und mehrere Rundfunksendungen über und mit Hilberg gemacht.

### „Das Gesetz des Krieges“
1993 erschien Friedrichs Buch Das Gesetz des Krieges, in dem er sich anhand der Prozessakten des Verfahrens gegen das Oberkommando der Wehrmacht mit der Verantwortung der deutschen Wehrmacht während des Deutsch-Sowjetischen Kriegs auseinandersetzt. Er zeigt darin, dass die Führung der Wehrmacht über die Massenmorde an Juden in der Sowjetunion sowohl informiert als auch in vielfältiger Weise daran beteiligt war, und zwar nicht nur wegen der Feigheit oder ideologischen Verblendung einzelner Generäle, sondern systematisch, via „Befehlskette“: Die Einsatzgruppen der Sicherheitspolizei und des SD waren der Wehrmacht logistisch angeschlossen und erstatteten ihr routinemäßig Bericht über ihre Tätigkeit. Dabei geht es Friedrich jedoch weniger um den Nachweis als solchen, sondern um die Frage, warum die Wehrmachtsführung diese Morde geduldet und unterstützt hat und warum Generäle, die als Nazi-Hasser bekannt waren, sich in diesem Punkt nicht besser verhielten als jene, die bekennende Nazis waren. Seine Antwort lautet: Es stimme nicht, dass die Militärs vor lauter Rassenwahn den militärischen Nutzen hintangestellt hätten, sondern sie fanden den Judenmord nützlich – jenseits ihrer persönlichen Ideologie. Friedrichs Reflexionen über Genese und Motivation von Kriegsverbrechen weisen dabei über die Wehrmacht und auch über den Zweiten Weltkrieg hinaus und zeigen unter anderem auch die grundsätzlichen Dilemmata auf, an denen Versuche kranken, den Krieg dem Recht zu unterwerfen. Das Werk wurde in Rezensionen für inhaltliche Ungenauigkeiten, methodische Schwächen sowie sprachliche und gedankliche Eigenheiten kritisiert. Für dieses Buch erhielt Friedrich das Ehrendoktorat an der Universität von Amsterdam sowie den Jahrespreis 1995 der Genozid-Stiftung PIOOM an der Universität Leiden zur Erforschung des Völkermordes.

### „Der Brand“ und „Brandstätten“
Sein folgendes Buch Der Brand. Deutschland im Bombenkrieg 1940–1945, erschienen 2002 im Münchener Propyläen Verlag, thematisierte den alliierten Bombenkrieg gegen Deutschland. Nach Friedrichs Meinung waren die Bombenangriffe auf deutsche Städte spätestens seit dem Jahr 1944 ohne einen militärischen Sinn. Sie seien in erster Linie einer menschenverachtenden Militärdoktrin gefolgt. Im Oktober 2003 erschien von ihm der Bildband Brandstätten. Der Anblick des Bombenkriegs.
Das Erscheinen von Der Brand löste eine umfangreiche Debatte aus. Darin wurde Jörg Friedrich unter anderem vorgeworfen, er betrachte die Bombenangriffe der Alliierten nicht im Zusammenhang des von Deutschland begonnenen Krieges. Er beschreibe zwar die Details der Bombenangriffe sehr griffig und könne komplizierte technische Aspekte etwa der Zielauswahl oder Zielfindung prägnant und anschaulich schildern. Manches aber gerate ihm überspitzt und salopp, worunter die Zuverlässigkeit leide. So enthalte das Buch auch Irrtümer und Unklarheiten. Zudem würden die dem Bombenkrieg zugrunde liegenden Überlegungen nicht analysiert, die bei den Amerikanern und anfangs auch bei den Engländern keineswegs primär auf das Töten von Zivilisten gerichtet gewesen seien.
Weiter wird ihm vorgeworfen, sein Wissen aus anderen Publikationen entnommen zu haben, ohne sie auszuweisen und zu zitieren. Insbesondere stelle er die Luftangriffe auf Deutschland sprachlich auf dieselbe Stufe wie den Holocaust. Dan Diner ordnet das Buch in „eine Tendenz der Enthistorisierung zugunsten einer Anthropologisierung von Leid“ ein, so dass die Ursachen, die zum Leid erst führten, verdrängt würden. Hans-Ulrich Wehler spricht vom „Drang zur schließlich ermüdenden Wiederholung“, von „Unsicherheit des historischen Urteils“, von „bedenkenlose[r] Neigung zur Emotionalisierung“ und „undisziplinierter Sprache“.

### „Yalu. An den Ufern des dritten Weltkrieges“ (2007)
Das Werk Friedrichs aus dem Jahre 2007 widmet sich in der ihm ganz eigenen Art der Geschichtsbehandlung der Bedeutung des Koreakrieges (1950–1953) als Schwelle zum Dritten Weltkrieg.
Nordkorea kann nach Friedrichs Bewertung als vorgeschobenes Schlachtfeld für einen im eigentlichen Sinne „China-Amerika-Krieg“ verstanden werden. Die United States Air Force verfügte Anfang der 1950er Jahre bereits über eine Flotte vom kernwaffentragenden Flugzeugen. Um einen Erfolg im Koreakrieg zu erreichen, war die Bundesregierung der Vereinigten Staaten bereit, eine Vielzahl von Zielen an der Küstenlinie der Volksrepublik China atomar zu vernichten. Die Sowjetunion besaß zu diesem Zeitpunkt bereits eine Kernwaffe, verfügte aber noch nicht über umfassende Trägersysteme für einen Gegenschlag und Direktangriff auf Nordamerika. Im Koreakrieg einen Bodenkampf gegen eine ca. 500.000 Mann starke chinesische Armee zu gewinnen, war für die Truppen der Vereinten Nationen, die unter der Leitung der Vereinigten Staaten standen, aussichtslos. Um die Sowjetunion und die VR China zu Zugeständnissen zu zwingen, wurde Nordkorea in einem jahrelangen Luftkrieg von der US Air Force nahezu völlig verwüstet, wobei etwa 10 % der Einwohner ums Leben kamen. Die konkret ausgearbeiteten Pläne für die flächendeckende Bombardierung Chinas mit atomaren Waffen unter der Regie von US-General Douglas MacArthur wurden durch die massive diplomatische Intervention der Europäer aus Angst vor einem militärischen Gegenschlag Josef Stalins vereitelt.

### „14/18. Der Weg nach Versailles“ (2014)
Zum Gedenkjahr an den Ausbruch des Ersten Weltkrieges reiht sich Jörg Friedrich mit diesem Werk in die Liste der Historiker ein, die eine kontroverse neue Sicht auf Kriegsschuld, Kriegszweck und Kriegsausgang erörtern. Er schildert die irrationale Kettenreaktion aller Parteien, die zum Krieg führten. Friedrich provoziert unter anderem durch die These, dass die Deutschen sich im Vergleich zu ihren Gegnern, die genauso gierig und moralisch verwerflich gehandelt hätten wie sie, bei Massakern und Kriegsverbrechen lediglich besonders plump verhalten hätten, so etwa in Belgien oder im U-Boot-Krieg. Dadurch sei Deutschland aus Sicht der Völkergemeinschaft in die Rolle eines Paria geraten, mit dem nicht mehr über einen Verständigungsfrieden verhandelt werden konnte. Auch werden militärische Erfolge Deutschlands in Was-wäre-wenn-Szenarien interpretiert, die bis zum potentiellen Kriegsgewinn reichen, den Deutschland durch eigene Dummheit mehrmals verspielt habe.

## Auszeichnungen
- 2010: Historikerpreis der Erich-und-Erna-Kronauer-Stiftung[12]

## Schriften (Auswahl)
- Freispruch für die Nazi-Justiz. Die Urteile gegen NS-Richter seit 1948. Eine Dokumentation. Rowohlt, Reinbek 1983, ISBN 3-499-15348-3 (überarbeitete und ergänzte Ausgabe: Ullstein, Berlin 1998. ISBN 3-548-26532-4).
- Die kalte Amnestie. NS-Täter in der Bundesrepublik. Fischer-Taschenbuch-Verlag, Frankfurt am Main 1984, ISBN 3-596-24308-4 (erweiterte Neuausgabe: List, Berlin 2007. ISBN 978-3-548-60748-1).
- Das Gesetz des Krieges. Das deutsche Heer in Rußland 1941 bis 1945. Der Prozeß gegen das Oberkommando der Wehrmacht. Piper, München/Zürich 1993, ISBN 3-492-03116-1.
- Der Brand. Deutschland im Bombenkrieg 1940–1945. Propyläen, München 2002, ISBN 3-548-60432-3., 12. Auflage 2003, ISBN 3-549-07165-5.
- Brandstätten. Der Anblick des Bombenkriegs. Propyläen, München 2003, ISBN 3-549-07200-7.
- Yalu. An den Ufern des dritten Weltkriegs. Propyläen, Berlin 2007, ISBN 978-3-549-07338-4.
- 14/18. Der Weg nach Versailles. Propyläen, Berlin 2014, ISBN 978-3-549-07317-9.